# Rechnitz
Rechnitz (ungerska: Rohonc) är en ort och kommun i Österrike. Den ligger i distriktet Oberwart i förbundslandet Burgenland, i den östra delen av landet,, i den östra delen av landet, 100 km söder om huvudstaden Wien. Kommunen gränsar i öster mot Ungern.